# Розплата
«Розплата» (англ. A Score to Settle) — гостросюжетний бойовик 2019 року режисера Шона Ку з Ніколасом Кейджем і Бенджаміном Браттом у головних ролях.
У США фільм вийшов у прокат 2 серпня 2019 року за сприянням компанії RLJE Films.

## Сюжет
Колишній учасник кримінального синдикату заприсягнувся помститися своїм босам після відбуття 22-річного терміну у в'язниці за злочин, якого він не коїв. Єдине, що може відволікти його від зловісного плану помсти, це стосунки з сином, які йому вдалося відновити.

## У ролях
| Актор            | Роль   |
| ---------------- | ------ |
| Ніколас Кейдж    | Френк  |
| Бенджамін Братт  | Кью    |
| Ян Трейсі        | Танк   |
| Кароліна Видра   | Симона |
| Ніколь Муньйос   | Айша   |
| Ноа Ле Грос      | Джої   |
| Мохамед Карим    | Джиммі |
| Шон Овен Робертс | Тріп   |

## Виробництво
Зйомки проходили у Британській Колумбії, Канада. Кейдж навчився грати на фортепіано для своєї ролі у фільмі.

## Випуск
У квітні 2019 року RLJE Films придбала права на розповсюдження фільму та встановила дату релізу на 2 серпня 2019 року. Показ в кінотеатрах України розпочався 29 серпня 2019 року.

## Сприйняття
На сайті Rotten Tomatoes фільм «Розплата» має рейтинг 13 % на основі 15 відгуків із середньою оцінкою 3,11/10. На Metacritic рейтинг складає 37 із 100 на основі 5 відгуків, вказуючи на «загалом несприятливі відгуки».
Джастін Лоу з «The Hollywood Reporter» назвав фільм «незабутнім» та «неприхованим» і сказав: «Ку демонструє гідне розуміння механіки сюжету, але йому ніколи не вдається адекватно розвинути персонажів або ефективно модулювати темп фільму, навіть у коротких екшн-сценах, які стають занадто приборканими за типовими стандартами Кейджа». Ноель Мюррей з «Los Angeles Times» аналогічно критикував сюжет, послідовність дій та розвиток персонажів підземного світу. Однак він похвалив роботу Кейджа, написавши: «З ним фільм не просто дивимося, час від часу дивимось із зацікавленістю. […] Кейдж з душею та задоволенням грає навіть найпрісніший матеріал, немовби жалюгідні образи дрібного злочинця були предметом епічної драми».
Шон Боелман з Popaxiom дав фільму змішану оцінку 2,6/5, написавши, що: «Оцінка „Розплати“ — це тонна розваги. Якщо ви чекаєте шедевра, ви неодмінно розчаруєтесь. Однак, якщо ви хочете химерний бойовик із зображенням завжди розважального Ніколя Кейджа, цей фільм, безумовно, коштує своєї ціни».
Роджер Еберт оцінив фільм у 2 зірки із 5, хоча відмітив: «Фільм дійсно виграє в статусі, просто дозволяючи Кейджу бути Кейджем». Жанетт Катсоліс з «Нью-Йорк таймс» сказала: «Ніколас Кейдж не міг бути більш досконалим актором для трилера Шона Ку».